# Maximino (prefeito pretoriano da Itália)
Maximino (em latim: Maximinus) foi um oficial bizantino do século VI, ativo durante o reinado do imperador Justiniano (r. 527–565).

## Vida
Maximino era membro do senado e homem ilustre. O início de sua carreira é desconhecida, mas provavelmente foi civil uma vez que em 542 não possuía nenhuma experiência militar. No começo de 540, ele e Domnico foram enviados por Justiniano como emissários para o rei Vitige (r. 536–540) na Itália para fazer a paz ao oferecerem a partilha da península com os godos e igualmente o tesouro real com Vitige. Eles primeiro mostraram a carta imperial para Belisário e então prosseguiram para Ravena, onde os ostrogodos rapidamente aceitaram as propostas. Quando os emissários retornaram com notícias, Belisário recusou assinar o acordo e defendeu sua ação em reunião com seus oficiais companheiros e na presença de Maximino e Domnico. Depois, em outra reunião, os emissários e os oficiais concordaram com a sugestão de Belisário de que deveriam tentar capturar os godos e seu dinheiro e recuperar toda a Itália para os bizantinos.
Em 542, os bizantinos perderam rapidamente o controle de boa parte da Itália para os godos, e Justiniano respondeu nomeando Maximino como prefeito pretoriano da Itália. A ele foi dada autoridade sobre os comandantes militares na guerra e foi instruído para suprir os exércitos com quaisquer pagamentos e provisões necessários. Ele zarpou de Constantinopla com uma grande força de trácios e armênios sob Fazas e Herodiano e também foi acompanhado por hunos. Quando a expedição chegou no Epiro, ela perdeu tempo com atrasos desnecessários; Procópio de Cesareia explicou que isso se deveu ao fato de Maximino, militarmente inexperiente, estar receoso de se movimentar. Depois, Maximino seguiu à Sicília e novamente permaneceu inativo pelo temor da guerra.
Na ilha, Maximino recebeu pedidos de ajuda de vários oficiais em atividade na península, dentre eles Conão, que estava sob cerco do rei Tótila (r. 541–552) em Nápoles. Apesar disso, continuou a perder tempo pelo receio de se envolver na guerra. Mais adiante, acovardou perante as ameaças do imperador e os abusos de seus colegas e enviou, perto do inverno de 542/3, todo seu contingente sob Herodiano, Fazas e Demétrio para ajudar Nápoles, embora tenha permanecido em Siracusa. Não é citado novamente por Procópio depois disso, provavelmente devido à sua demissão com o fracasso da operação de resgate de Nápoles.